# Campionati mondiali di pugilato dilettanti Youth 2008
La quindicesima edizione dei Campionati mondiali di pugilato giovanili (AIBA World Boxing Championships) si è svolta a Guadalajara in Messico, dal 31 ottobre al 1º novembre 2008.

## Medagliere
| Pos.   | Paese           | Oro | Argento | Bronzo | Totale |
| ------ | --------------- | --- | ------- | ------ | ------ |
| 1      | Cuba            | 4   | 1       | 1      | 6      |
| 2      | Messico         | 2   | 0       | 0      | 2      |
| 3      | Russia          | 1   | 3       | 2      | 6      |
| 4      | Irlanda         | 1   | 1       | 1      | 3      |
| 5      | Stati Uniti     | 1   | 0       | 2      | 4      |
| 6      | India           | 1   | 0       | 0      | 1      |
| 6      | Porto Rico      | 1   | 0       | 0      | 1      |
| 8      | Germania        | 0   | 2       | 1      | 3      |
| 9      | Kazakistan      | 0   | 2       | 0      | 2      |
| 10     | Romania         | 0   | 1       | 2      | 3      |
| 10     | Uzbekistan      | 0   | 1       | 2      | 3      |
| 12     | Ucraina         | 0   | 0       | 2      | 2      |
| 13     | Australia       | 0   | 0       | 1      | 1      |
| 13     | Bielorussia     | 0   | 0       | 1      | 1      |
| 13     | Rep. Ceca       | 0   | 0       | 1      | 1      |
| 13     | Rep. Dominicana | 0   | 0       | 1      | 1      |
| 13     | Finlandia       | 0   | 0       | 1      | 1      |
| 13     | Francia         | 0   | 0       | 1      | 1      |
| 13     | Regno Unito     | 0   | 0       | 1      | 1      |
| 13     | Italia          | 0   | 0       | 1      | 1      |
| 13     | Polonia         | 0   | 0       | 1      | 1      |
| Totale | Totale          | 11  | 11      | 22     | 44     |

## Podi
| Categoria                       | Oro               | Argento               | Bronzo                              |
| Pesi minimosca (kg 48)          | Nanao Singh       | Grigorij Nikolajčuk   | Luis Diaz Jeremy Beccu              |
| Pesi mosca (kg 51)              | Jonathan González | Yunier Robles Góngora | Bunyodbek Mashrapov Adam Lopez      |
| Pesi gallo (kg 54)              | Magomed Kurbanov  | Andrei Razvan         | Timacoy Williams Matti Koota        |
| Pesi piuma (kg 57)              | Óscar Valdez      | Maksim Dadašev        | Marin Dragos Oleh Šeffer            |
| Pesi leggeri (kg 60)            | Raymond Moylette  | Danijar Eleusinov     | Vage Saruchanjan Aljaksej Halecič   |
| Pesi superleggeri (kg 64)       | Frank Isla        | Jamie Kavanagh        | Zdeněk Chládek Uktamjon Rahmonov    |
| Pesi welter (kg 69)             | Óscar Molina      | Boturjon Mahmudov     | David Joe Joyce Sadulai Abdulai     |
| Pesi medi (kg 75)               | Rey Eduardo Recio | Enrico Koelling       | Dmitrij Bivol Luis Arias            |
| Pesi mediomassimi (kg 81)       | Jose Larduet      | Marten Magomedov      | Tommy McCarthy Gianluca Rosciglione |
| Pesi massimi (kg 91)            | Erislandy Savón   | Ivan Dyčko            | Aurel Manole Marcin Siwy            |
| Pesi supermassimi (oltre kg 91) | Joseph Dawejko    | Eric Brechlin         | Omar Ibáñez Ehor Plevako            |